# Karolina Sikora
Karolina Sikora (ur. w Gdańsku) – polska śpiewaczka operowa i solowa, mezzosopran.

## Edukacja muzyczna
W 1996 roku ukończyła Szkołę Muzyczną I st. im. Grażyny Bacewicz w Gdańsku-Wrzeszczu w klasie fletu, a w 2001 roku Szkołę Muzyczną II st. im. Fryderyka Chopina w Gdańsku-Wrzeszczu w klasie śpiewu solowego Longiny Kozikowskiej-Bruny (dyplom z wyróżnieniem). Następnie uczyła się w klasie śpiewu prof. Ryszarda Minkiewicza w Akademii Muzycznej im. Stanisława Moniuszki w Gdańsku, ukończoną dyplomem z wyróżnieniem w 2006 roku oraz w Hochschule für Musik und Theater w Hamburgu (klasa śpiewu prof. Renaty Behle) – dyplom z wyróżnieniem w 2009 roku.
W latach 2004/2005 była stypendystką Ministra Kultury i Dziedzictwa Narodowego, a w 2007/2008 programu stypendialnego DAAD w Niemczech. Doskonaliła swoje umiejętności wokalne, uczestnicząc w kursach mistrzowskich prowadzonych przez gwiazdy światowej wokalistyki: Rolando Panerai, Paula Esswooda, Larissę Gergievę, Ingrid Kremling, Angelę Denoke, Gerharda Kahrego, Margreet Honig.

## Nagrody
- IV Międzynarodowy Konkurs Wokalny im. Ludomira Różyckiego w Gliwicach (2001) – I nagroda[4][3]
- VI Międzynarodowy Konkurs Wokalny dla Młodych Śpiewaków Operowych im. Rimskiego-Korsakowa organizowany przez Teatr Maryjski w Sankt Petersburgu – trzy wyróżnienia[3]
- XXIII Międzynarodowy Konkurs Operetkowy im. Roberta Stolza w Hamburgu – II nagroda[3]
- Konkurs Operowy im. Elise Meyer w Hamburgu – I nagroda[3]
- Nagrody Miasta Gdańska dla Młodych Twórców w Dziedzinie Kultury (2013) za wybitne kreacje operowe – m.in. rolę Darabelli w Così fan tutte Mozarta, rolę Ubicy w Ubu Rex Krzysztofa Pendereckiego oraz rolę Olgi w Eugeniuszu Onieginie Piotra Czajkowskiego[5]

## Kariera artystyczna[3]
Od 2005 roku współpracuje ze Schleswig-Holstein Musik Festival. W ramach jego działalności występowała na Festiwal La Folle Journee au Japon Tokio, Tokio Opera City Concert Hall, Nagoya Aichi Culture Center; Osaka, The Symphony Hall, Kanazawa Ishikawa Concert Hall (Japonia), Mozarteum Brasileiro (São Paulo, Rio de Janeiro, Brazylia), Singapur, Victoria Concert Hall (Singapur), Shanghai Concert Hall wraz z Shanghai Symphony Orchestra (Chiny), Tel Aviv Opera House; Jerusalem The Henry Crown Hall (Izrael), Johannesburg, Linder Auditorium (RPA), Istanbul, Hagia Ireni Istanbul Festival (Turcja), Granada Festival; Sala Argenta Santander (Hiszpania), Sun Moon Lake Festival (Tajwan), Rheingau Musik Festival (Niemcy), Händel-Festspiele, Dom Halle, Bodenseefestival Konstanz (Niemcy).
W 2006 roku nawiązała stałą współpracę ze Studiem Operowym przy Teatrze Maryjskim w Sankt Petersburgu. Brała udział w festiwalach muzycznych: 48 Stagione Concertistica w Politeama Garibaldi w Palermo (Sycylia), Mikkeli Music Festival (Finlandia), Wielkanocny Festiwal Ludwiga van Beethovena (Polska) oraz XI Poznański Festiwal Mozartowski (Polska).
Na scenie operowej (Staatstheater Lüneburg) debiutowała rolą Jasia w operze Jaś i Małgosia E. Humperdincka. Następnie w Theater Forum w Hamburgu wykonywała partię Mère Marie w Dialogach karmelitanek F. Poulenca. Wzięła udział w produkcji scenicznej Pasji według św. Jana J.S. Bacha w reżyserii Roberta Wilsona w koprodukcji z Operą w Kiel (Niemcy). Pracowała z takimi artystami, jak Christoph Eschenbach, Andrés Orozco-Estrada, Thomas Hengelbrock, Peter Schreier, Lothar Koenigs, José Maria Florêncio, Tadeusz Kozłowski, Łukasz Borowicz i Andriy Yurkevych.
Od 2009 roku współpracuje z Operą Bałtycką w Gdańsku. Występuje w spektaklach: Ariadna na Naxos R. Straussa (Kompozytor), Czarodziejski flet W.A. Mozarta (III Dama), Makbet G. Verdiego (Dama), Carmen G. Bizeta (Mercedes), Eugeniusz Oniegin P. Czajkowskiego (Olga) oraz Ubu Rex K. Pendereckiego (Matka Ubu).

## Nagrania
- G.F. Haendel Alexander’s Feast – oratorium. Soliści: Aneta Mihalyova, Jana Mamanova, Chiyuki Okamura, Lucia Duchonova, Karolina Sikora, Benjamin Bruns, oraz Wiard Withold. Schleswig-Holstein Festival Chor & Orchester pod dyrekcją Rolfa Becka (Hänssler Classic, CD98.592, 2009).
- Stanisław Moniuszko, Straszny dwór / The Haunted Manor (Jadwiga) – album nominowany do Fryderyka 2019 w kategorii Album Roku Muzyka Chóralna, Oratoryjna i Operowa[6], SKU: DUX 1500/1501